# 鮑伯·凱西
小羅伯特·帕特里克·「鮑伯」·凱西（英語：Robert Patrick "Bob" Casey, Jr.；1960年4月13日—）是美国一位民主黨籍的政治人物，2007年至2025年宾夕法尼亚州的聯邦參議員。此前他曾在2005年至2007年期間任職賓夕法尼亞州財政專員，也曾在1997年至2005年期間任職賓夕法尼亞州審計長。
凱西在斯克蘭頓出生，是前賓夕法尼亞州州長老鮑伯·凱西（Bob Casey, Sr.）的兒子。1978年自斯克蘭頓大學預科學校畢業後，他進入聖十字學院就讀，並於美国天主教大学的哥伦布法学院獲得法律學位。在1996年參選賓夕法尼亞州審計長以前，他在賓夕法尼亞州斯克蘭頓執業，並於2000年再次當選。
2002年賓夕法尼亞州州長選舉中他試圖像他父親一樣成為州長，然而他在民主黨初選被埃德·倫德爾擊敗。由於任期限制之故，凱西在賓夕法尼亞州審計長任期屆滿之際參選2004年該州的財政專員選舉，最後當選。
凱西於2006年的選舉擊敗共和黨時任參議員里克·桑托勒姆，又在2012年、2018年獲得連任。他是自1962年小約瑟夫·S·克拉克以來首位完成一個完整任期以及贏得連任的賓夕法尼亞州民主黨聯邦參議員，亦是宾夕法尼亚州有史以来第一个赢得连续三届参议员的民主党人。直至2024年败选而连任失利。

## 延伸閱讀
- Background and collected news at The Washington Post
- 美國國會國家人物傳記大辭典中的傳記
- 由華盛頓郵報維護的投票記錄
- 智慧投票计划中的傳記、投票紀錄及利益集團評級
- Congressional profile at GovTrack
- Congressional profile at OpenCongress
- Issue positions and quotes at On the Issues
- Financial information at OpenSecrets.org
- Staff salaries, trips and personal finance at LegiStorm.com
- 聯邦選舉委員會中的競選財務報告和數據
- Campaign contributions at the National Institute for Money in State Politics
- Appearances on C-SPAN programs
- 查理·羅斯訪談錄上的出場
- 網路電影資料庫上的亮相頁面
- Collected news and commentary at The New York Times
- Works by or about 鮑伯·凱西 in libraries (WorldCat catalog)
- Profile at Ballotpedia

## 外部連結
- 鮑伯·凱西 （页面存档备份，存于）參議院官方網站
- 鮑伯·凱西參議員競選網站 （页面存档备份，存于）
- 中的“鮑伯·凱西”

| 官衔                      | 官衔                                                                                   | 官衔                   |
| ------------------------- | -------------------------------------------------------------------------------------- | ---------------------- |
| 前任者： 芭芭拉·哈弗      | 賓夕法尼亞州審計長 1997年－2005年                                                      | 繼任者： 傑克·瓦格納   |
| 前任者： 芭芭拉·哈弗      | 賓夕法尼亞州司庫 2005年－2007年                                                        | 繼任者： 羅賓·魏斯曼   |
| 政党职务                  |                                                                                        |                        |
| 前任者： 克雷格·劉易斯    | 賓夕法尼亞州審計長民主黨被提名人 1996年、2000年                                        | 繼任者： 傑克·瓦格納   |
| 前任者： 凱瑟琳·貝克·諾爾 | 賓夕法尼亞州司庫民主黨被提名人 2004年                                                  | 繼任者： 羅布·麥科德   |
| 前任者： 羅恩·克林克      | 美國參議員賓夕法尼亞州民主黨被提名人 （第1類） 2006年、2012年、2018年、2024年          | 最新的                 |
| 美国参议院                |                                                                                        |                        |
| 前任者： 里克·桑托勒姆    | 賓夕法尼亞州第1類參議員 2007年－2024年 與阿倫·斯佩克特、帕特·圖米、约翰·费特曼同時在任 | 繼任者： 大衛·麥考米克 |
| 前任者： 克蕾兒·麥卡斯基  | 參議院老齡化委員會資深議員 2017年－2021年                                              | 繼任者： 蘇珊·柯琳絲   |
| 前任者： 蘇珊·柯琳絲      | 參議院老齡化委員會主席 2021年－2025年                                                  | 繼任者： 里克·斯科特   |